# Catherine Deburck
Catherine Deburck es un deportista francesa que compitió en tiro con arco, en la modalidad de arco compuesto.
Ganó una medalla de bronce en el Campeonato Mundial de Tiro con Arco al Aire Libre de 1997 y dos medallas en el Campeonato Mundial de Tiro con Arco en Sala, oro en 1999 y plata en 2001.
Además, obtuvo una medalla de bronce en el Campeonato Europeo de Tiro con Arco al Aire Libre de 2002 y dos medallas de plata en el Campeonato Europeo de Tiro con Arco en Sala, en los años 1996 y 2002.

## Palmarés internacional
| Campeonato Mundial al Aire Libre | Campeonato Mundial al Aire Libre | Campeonato Mundial al Aire Libre | Campeonato Mundial al Aire Libre |
| Año                              | Lugar                            | Medalla                          | Prueba                           |
| -------------------------------- | -------------------------------- | -------------------------------- | -------------------------------- |
| 1997                             | Victoria (Canadá)                | Medalla de bronce                | Equipo                           |
| Campeonato Mundial en Sala       |                                  |                                  |                                  |
| Año                              | Lugar                            | Medalla                          | Prueba                           |
| 1999                             | La Habana (Cuba)                 | Medalla de oro                   | Equipo                           |
| 2001                             | Florencia (Italia)               | Medalla de plata                 | Equipo                           |
| Campeonato Europeo al Aire Libre |                                  |                                  |                                  |
| Año                              | Lugar                            | Medalla                          | Prueba                           |
| 2002                             | Oulu (Finlandia)                 | Medalla de bronce                | Equipo                           |
| Campeonato Europeo en Sala       |                                  |                                  |                                  |
| Año                              | Lugar                            | Medalla                          | Prueba                           |
| 1996                             | Mol (Bélgica)                    | Medalla de plata                 | Equipo                           |
| 2002                             | Ankara (Turquía)                 | Medalla de plata                 | Equipo                           |